# Anaxipha mjobergi
Anaxipha mjobergi är en insektsart som beskrevs av Lucien Chopard 1925. Anaxipha mjobergi ingår i släktet Anaxipha och familjen syrsor. Inga underarter finns listade i Catalogue of Life.